# K-PAX - Da un altro mondo
K-PAX - Da un altro mondo (K-PAX) è un film del 2001, diretto da Iain Softley e tratto dall'omonimo romanzo K-PAX, primo di una serie di cinque libri, scritto da Gene Brewer.

## Trama
Un uomo di nome Prot viene rinchiuso in una clinica psichiatrica di Manhattan poiché afferma di venire da K-PAX, un pianeta situato nella costellazione della Lira. Insensibile agli psicofarmaci, viene trasferito in una prestigiosa clinica di Manhattan, per essere curato dal rinomato dottor Powell. Lo psichiatra è incuriosito dal comportamento estremamente convincente di Prot e lo sottopone sia a esami fisici, che dimostrano la capacità di Prot di vedere i raggi ultravioletti, solitamente non captabili dall'occhio umano, sia a test di tipo "astronomico", che dimostrano la sua non comune conoscenza delle leggi del cosmo.
Inoltre, Prot esercita una notevole influenza sugli altri pazienti nella clinica, affermando che il primo dei tre compiti per guarire, è di vedere il cosiddetto "uccello azzurro", un bizzarro volatile del medesimo colore. Prot assicura inoltre ai pazienti della clinica che lui potrà portare uno solo di loro su K-PAX quando ripartirà dalla Terra. Powell decide quindi di proporre alcuni test di natura astronomica a Prot dietro suggerimento del cognato. Prot completa tranquillamente i test e una prova con alcuni dei più importanti astrofisici del paese, al punto da proporre una nuova teoria sui moti delle stelle. Powell, ancora non convinto, invita Prot a casa sua per il giorno dell'indipendenza, sperando che un ambiente comune possa aiutare Prot a ricordare; improvvisamente, vedendo un irrigatore del giardino bagnare la figlia piccola di Powell, Prot ha una sorta di reazione, e si precipita verso di lei cercando di proteggerla. Dopo poco, Prot cade a terra in lacrime, per poi riprendersi con altrettanta rapidità, come se non fosse successo nulla.
Riportatolo alla clinica psichiatrica, Powell decide di tentare con l'ipnosi, ed effettivamente riesce a portare a galla una misteriosa vicenda nel passato di Prot. Egli afferma che aveva un amico sulla Terra, chiamato "Pete", impiegato in un macello. Emerge anche che Pete conosce bene una ragazza di nome Sarah, che ha avuto una figlia con lei e che si sono sposati. Nel frattempo, Prot esce dalla clinica psichiatrica magicamente, affermando che deve ancora visitare alcuni paesi prima di tornare su K-PAX; il suo ritorno è previsto per il 27 luglio, alle 5:51 del mattino. In una seduta successiva, Prot ha nuovamente una crisi affermando che è successo qualcosa di brutto e che Pete decide di buttarsi nel fiume. Cadendo a terra, una matita scivola dalla tasca di Prot, con una pubblicità e un numero di telefono incompleto inciso sopra. Il prefisso e tutti gli indizi sembrano portare a una cittadina del New Mexico, dove Powell si reca nella speranza di scoprire la verità.
Arrivato, viene informato dallo sceriffo che "Pete" in realtà si chiamava Robert Porter e che, mentre era al lavoro, il 27 luglio di cinque anni prima, sua moglie Sarah e sua figlia vennero uccise da un vagabondo di passaggio. Tornato a casa e scoperto il massacro, Porter uccide l'assassino spezzandogli il collo, per poi nella disperazione più totale, lavarsi le mani con l'acqua erogata da un irrigatore del giardino, infine, deciso a morire, si butta nel fiume. Il corpo non venne mai più ritrovato. Lo sceriffo mostra a Powell una fotografia, nella quale si vede il volto di Porter, identico a quello di Prot. Convinto di aver scoperto l'identità del paziente, Powell torna a New York, per incontrare, poco convinto, Prot per l'ultima volta. Nel loro incontro, Prot raccomanda a Powell di avere cura di Robert Porter, poi se ne va. La mattina dopo, Prot sembra scomparire in un raggio di luce, ma nella stanza è ritrovato Robert Porter, ancora vivo. Insieme a Prot è scomparsa anche un'altra paziente, Bess, la quale non parlava più da quando aveva visto bruciare la casa dei suoi genitori quando era piccola. Durante la permanenza di Prot, i pazienti della clinica sono guariti, uno ad uno. Powell comincia ad occuparsi di Robert Porter, caduto in uno stato catatonico. Seguendo le ultime parole di Prot, Powell invita suo figlio, ventenne, a trascorrere con lui il Natale. Il film si conclude con i due che camminano insieme per le scale della stazione dei treni.
Dopo i titoli di coda appare infine Powell, nel suo giardino insieme a un telescopio, mentre guarda le stelle in direzione della Lira, per poi rientrare in casa.

## Temi trattati
Il film risulta essere un'opera filo-fantascientifica, con forti richiami filosofici, come la teoria dell'eterno ritorno oppure la teoria dello stato ideale di Platone. Le stelle attorno a cui orbita K-PAX (il pianeta dal quale Prot dice di venire), inesistenti nella realtà, sono dei richiami ad alcune teorie filosofiche sull'io e sull'essere.
I K-paxiani (gli abitanti del pianeta K-PAX) vengono descritti da Prot come degli esseri straordinari, essi infatti vivono in un pianeta senza leggi, in quanto tutti sono in grado di seguire la strada del bene senza condizionamenti legali. Lo stesso Prot dice infatti che "chiunque nell'universo è in grado di distinguere il bene dal male" e che su queste cose anche da noi Buddha e Cristo avevano avuto delle idee diverse da quelle dei comuni uomini, ma non erano stati molto ascoltati.

## Produzione
Il film aveva un budget di 68 milioni di dollari e ne incassò al botteghino americano 50 e 14 in quello straniero.